# Museo de Niños de Houston

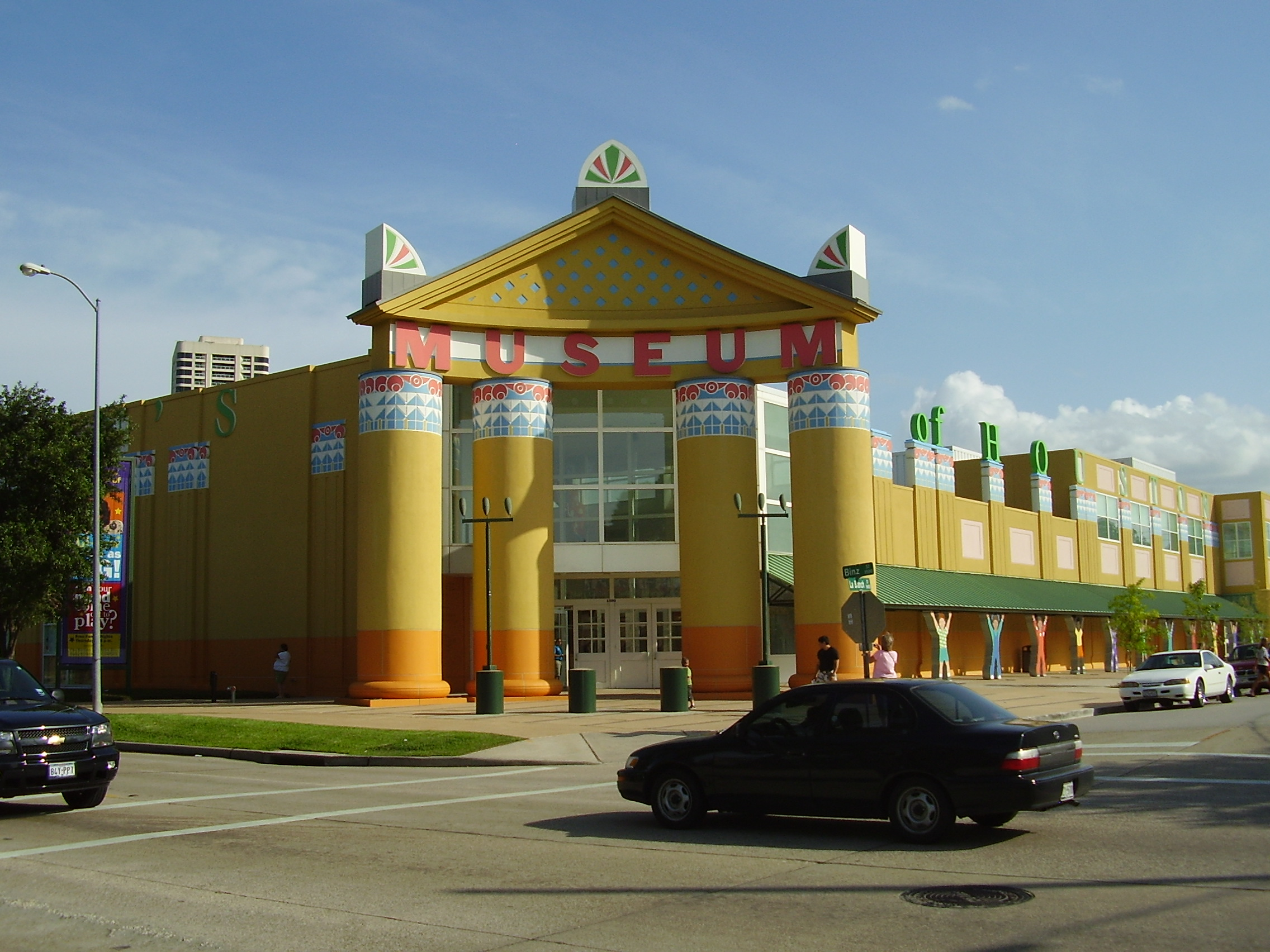
Museo de Niños en Houston.

El Museo de Niños de Houston (Children's Museum of Houston, CMH) es un museo de niños en el Houston Museum District ("distrito de museos de Houston"), Houston, Texas.
CMH es uno de los 15 museos para niños en Texas y de los 190 museos para niños en los Estados Unidos. Fue abierto en 1992. Su terreno tiene una extensión de 47 000 pies cuadrados y la construcción tuvo un costo de 35 millones de dólares. Fue remodelado en 2009. Ahora, el edificio del museo tiene 90 000 pies cuadrados. La adición del nuevo edificio se une al edificio original y alberga siete galerías de exhibición adicionales.